# کاستلانیا، پیدمونت
کاستلانیا، پیدمونت (به ایتالیایی: Castellania, Piedmont) یک کومونه در ایتالیا است که در استان آلساندریا واقع شده‌است.

## خصوصیات
کاستلانیا، پیدمونت ۷٫۷ کیلومترمربع مساحت و ۹۹ نفر جمعیت دارد و ۴۰۰ متر بالاتر از سطح دریا واقع شده‌است.